# Izenave
Izenave település Franciaországban, Ain megyében. Lakosainak száma 159 fő (2022. január 1.). Izenave Aranc, Cerdon, Corlier, Lantenay, Vieu-d’Izenave és Champdor-Corcelles községekkel határos.

## Népesség
A település népességének változása:
| Lakosok száma | 169  | 117  | 130  | 151  | 170  | 168  | 156  | 154  | 152  | 159  |
|               | 1968 | 1982 | 1990 | 2006 | 2013 | 2015 | 2017 | 2019 | 2020 | 2022 |